# جرثومات تأكسدية رباعية الكبريت
جرثومات تأكسدية رباعية الكبريت (الاسم العلمي: Tetrathiobacter) هي جنس من البكتيريا، سلبية الغرام، تتبع فصيلة المقليات.